# Werner Bornheim gen. Schilling
Werner Franz Josef Wilhelm Detlev Bornheim gen. Schilling (geboren am 6. Februar 1915 in Köln; gestorben am 29. Oktober 1992 in Wiesbaden) war ein Kunsthistoriker und Denkmalpfleger. Von seiner Errichtung 1946 bis 1980 stand er dem Landesamt für Denkmalpflege und der Verwaltung der staatlichen Schlösser von Rheinland-Pfalz bzw. deren Vorgängereinrichtungen als Landeskonservator vor.

## Leben

### Herkunft
Werner Bornheim gen. Schilling war Nachkomme einer seit dem 17. Jahrhundert im rechtsrheinischen Langel sesshaften Familie. Sein Großvater Mathias (1852–1899) veräußerte im Jahr 1888 in Gemeinschaft mit seinen vier Geschwistern den überkommenen Landbesitz in Langel und ließ sich schließlich in Nippes nördlich der Kölner Altstadt nieder. Aus Mathias Bornheim gen. Schillings Ehe mit Anna Maria Lob (1857–1931), der aus Duisburg gebürtigen Tochter des dortigen Direktors des Städtischen Gas- und Wasserwerks, Mathias Lob, ging unter anderem der Sohn Richard (geboren 1885 in Köln) hervor. Dieser legte nach Studien an den Universitäten in Paris (Sorbonne), Zürich und Köln 1915 dort das Sozialbeamten-Diplom ab. Aus Richards Ehe mit Victoria Speckhan (geboren 1889 Köln-Nippes), der Tochter von Franz Josef Speckhan und Katharina von Bornheim gen. Schilling ging der Sohn Werner hervor.

### Werdegang und Wirken
Nach dem Besuch des städtischen Realgymnasiums in Bedburg studierte Werner Bornheim gen. Schilling ab 1934 an den Universitäten Köln, Bonn, München und zuletzt Berlin Kunstgeschichte. Dabei wurde er im Besonderen durch Wilhelm Pinder, Gerhart Rodenwaldt und Nicolai Hartmann wissenschaftlich geprägt.

„In allen Reden merkten man ihm die Generation an, in der er groß geworden war: Es war die Zeit derer, die bei Wilhelm Pinder studiert hatten, denen Pinder die Augen für das Schöne geöffnet und die Zunge zu dessen Preis und Deutung gelöst hatte.“

Am 17. September 1940 wurde Bornheim an der Universität Berlin bei Pinder mit der Arbeit Zur Entwicklung der Innenraumdarstellung in der Niederländischen Malerei bis Jan van Eyck zum Dr. phil. promoviert. In der Folge fand er während des Zweiten Weltkriegs als Volontär beim „Rheinischen Museum“ (Haus der Rheinischen Heimat) in Köln-Deutz und dem Wallraf-Richartz Museum (1942) in Köln Beschäftigung. Während Köln fortdauernd unter den schweren Luftangriffen litt und zunehmend in Schutt und Asche fiel, aber auch im Chaos zu versinken drohte, war Bornheim gen. Schilling mit Schutzmaßnahmen befasst. Seine Umsicht in Verbindung mit dem Erhalt und Schutz bedrohter Kulturgüter fand bei den Auslagerungsaktionen der Kölner Museumsbestände nach Langenau eine erste Gelegenheit zur praktischen Bewährung.
Nach der Befreiung Kölns 1945 stand er kurzzeitig als Kustos und Referent für Denkmalpflege und Museen als persönlicher Referent dem wieder ernannten Oberbürgermeister Konrad Adenauer zur Seite, zu dem er seit 1944 in Kontakt stand, bevor er die so gewonnenen Erfahrungen in seinen kommenden Dienstposten sinnvoll einsetzen konnte. Zunächst wechselte er im Anschluss 1945 auf die Stelle des Regierungskonservators des Regierungsbezirks Koblenz in Koblenz und nachfolgend 1946 auf die Stelle des Provinzialkonservators für Rheinland und Hessen-Nassau. Bei Bildung des Landesamts für Denkmalpflege des neu gegründeten Bundeslandes Rheinland-Pfalz wurde er 1947 zum ersten Landeskonservator ernannt. Er blieb in dieser Stellung bis zu seiner Pensionierung 1980. In dieser langen wurde das Amt ausgebaut und wuchs auf rund 100 Mitarbeiter an.
Werner Bornheim gen. Schilling publizierte umfangreich zur Kunstgeschichte des Rheinlandes, seiner Künstler aber auch Kulturdenkmäler. Hervorzuheben sind sein 1964 erschienenes dreibändiges Werk Rheinische Höhenburgen. Nach Einschätzung von Franz Ronig stellte sein 1981 publizierter, sehr persönlich gehaltener Aufsatz Rheinische Denkmalpflege – Rheinland-Pfalz 1945 bis 1980 „so etwas wie das geistige Testament“ von ihm dar.

„Wer z.B. seinen Einsatz bei der Mosel-Kanalisierung, sein Engagement beim Umbau des Hotels Petersberg, seine Entscheidungen bei der Erhaltung und Gestaltung der Dome, Kirchen, Schlösser und – unzähligen – Burgen in Rheinland-Pfalz erlebt hat oder heute nachvollzieht, der erkennt Umfang und Tiefe seiner Leistung.“

### Ehrenämter
Außerhalb seiner Tätigkeit als Landeskonservator übernahm Werner Bornheim zahlreiche weitere Funktionen und Aufgaben. Darunter sind zu nennen: sein Mitwirken in der Vereinigung der Landesdenkmalpfleger in der Bundesrepublik Deutschland, der er seit Gründung 1951 angehörte. 1958 wurde er Vertreter des Vorsitzenden und von 1963 bis 1975 war er selbst Vorsitzender. Ferner hatte er die bei dessen Errichtung im Jahr 1964 angetragene Präsidentschaft des Deutschen Nationalkomitees von ICOMOS inne und war Mitglied des Exekutivrats in Paris sowie Mitglied der Deutschen UNESCO-Kommission. 1975 richtete er in dieser Funktion in Rothenburg ob der Tauber die 4. Generalversammlung von ICOMOS aus. 
Werner Bornheim gen. Schilling pflegte aktiv Mitgliedschaften in zahlreichen weiteren In- und ausländischen Kommissionen. So war er im Deutschen Heimatbund Leiter der Fachgruppe Denkmalpflege und korrespondierendes Mitglied der Compagnie des Architects en Chef des Monuments Historique de la France.
Verschiedene Organisationen verliehen ihm Ehrentitel: Bornheim gen. Schilling war Ehrenbürger der Stadt New Orleans und Ehrenmitglied der Deutschen Burgenvereinigung sowie des Institut Grand Ducal de Luxembourg. Darüber hinaus war er von 1981 bis 1990 Vorsitzender des Rheinischen Vereins für Denkmalpflege und Landschaftsschutz in Köln und wurde dann zu dessen Ehrenvorsitzendem ernannt.
An der Johannes Gutenberg-Universität in Mainz wirkte er von 1967 bis 1970 als Lehrbeauftragter und hatte dort anschließend bis 1992 eine Honorarprofessur für Denkmalpflege inne.
1980 wurde Werner Bornheim gen. Schilling mit dem Bundesverdienstkreuz am Bande ausgezeichnet, 1985 folgte das Bundesverdienstkreuz 1. Klasse.

### Familie
Werner Bornheim gen. Schilling, der neben seiner Muttersprache Englisch, Französisch und Italienisch sprach, war seit 1955 mit der Ärztin Godula Frosch verheiratet. Aus ihrer Ehe gingen eine Tochter und ein Sohn hervor.

„Werner Bornheim war auf seine Weise eine faszinierende Persönlichkeit: sein Fachwissen, sein sprühender Geist, sein freundlicher (zuweilen auch bissiger) Humor, seine sinnenfrohe Natur, seine Fröhlichkeit und seine katholische Religion verbanden sich in ihm zu einer Einheit. Vor jedes dieser charakteristisierenden Wörter müßte man eigentlich noch das Wörtchen „rheinisch“ dazusetzen; dann erst hat man Werner Bornheim!“

## Schriften (Auswahl)
- Zur Entwicklung der Innenraumdarstellung in der Niederländischen Malerei bis Jan van Eyck. Phil. Diss. Berlin 1940, Köln-Kalk 1940.
- Rheinische Höhenburgen. Hrsg. Rheinischer Verein für Denkmalpflege und Heimatschutz (= Jahrbuch 1961–1963). Gesellschaft für Buchdruckerei, Neuss 1964, 3 Bände.
- Zweitausend Jahre Baukunst in Rheinland-Pfalz. Krach, Mainz 1976, ISBN 978-3-87439-033-0.
- Rheinische Denkmalpflege – Rheinland-Pfalz 1945 bis 1980. In: Erhalten und gestalten. 75 Jahre Rheinischer Verein für Denkmalpflege und Landschaftsschutz. Hrsg. Rheinischer Verein für Denkmalpflege und Landschaftsschutz (=Jahrbuch 1981), Gesellschaft für Buchdruckerei, Neuss 1981, ISBN 3-88094-373-7, S. 57–164.

### Nachrufe
- Veit Geißler: Professor Dr. Werner Bornheim gen. Schilling 1915–1992. In: Denkmalpflege in Rheinland-Pfalz. Jahresberichte 1989–1991. Jahrgang 44–46. Hrsg. Landesamt für Denkmalpflege Rheinland-Pfalz, Wernersche Verlagsanstalt, Worms 1994, S. 353–356. ISSN 0341-9967
- Norbert Heinen: Werner Bornheim gen. Schilling zum Gedenken. In: Rheinische Heimatpflege. 30. Jahrgang, Nr. 1, 1993, S. 52–53.
- Franz Ronig: Begegnung mit Werner Bornheim gen. Schilling. In: Rheinische Heimatpflege. 30. Jahrgang, Nr. 1, 1993, S. 53–54.